# William Sargant
William Walters Sargant (24 de Abril de 1907 — 27 de Agosto de 1988) foi um psiquiatra britânico que se tornou conhecido por seus experimentos em pacientes realizados no St Thomas’s Hospital em Londres, Inglaterra.
Sargant é visto como um dos mais controversos psiquiatras na Inglaterra por suas pesquisas relacionadas ao Projeto MKULTRA, em que ele se utilizou de seus pacientes para fazer experimentos que tiveram consequências devastadoras. Sargant envolveu-se em vários projetos para os serviços de inteligência incluindo o projeto da CIA (MKULTRA).
A Rádio BBC Britânica, recentemente levou ao ar um documentário sobre os experimentos de Sargant, por James Maw. O programa intitula-se "Revealing the Mind Minder" (Revelando o Controlador de Mentes).

## Experimentos
A participação de Sargant no Projeto MKULTRA envolvia pesquisas bizarras no que ele chamou "Deep Sleep Therapy"(Terapia de Sono Profundo, em Portugues).
Deep Sleep Therapy (Terapia de Sono Profundo, em Portugues) foram experiencias bizarras em que vários tipos de drogas eram usadas para induzir o Estado de Coma em pacientes. Com os pacientes neste estado de coma induzida, médicos administravam choques elétricos e injetavam outras drogas psicoativas nos mesmos.
Sargant fez a ligação dos resultados dos trabalhos de Pavlov com as formas pelas quais as pessoas aprendem e internalizam seus sistemas de crenças. Comportamentos condicionados poderiam ser modificados pelo uso de estímulos provocadores de níveis de stress elevados acima da capacidade de resposta do cão, essencialmente provocando um colapso nervoso total. Sargant também considerava relacionados os achados de Pavlov com os mecanismos de controle da mente e lavagem cerebral nas religiões e em política.
William Sargant foi pioneiro em métodos de criar memórias falsas em pacientes. Ele testemunhou em 1977, no Senado dos Estados Unidos, em um inquérito: "o terapeuta deve distorcer deliberadamente os fatos da experiencia de vida do paciente com o objetivo de obter uma resposta emocional exagerada e uma reação emocional exacerbada. Em estado de torpor pelo uso de drogas, pacientes tendem a aceitar as construções falsas do terapeuta."
Escreveu o livro Battle for the Mind ("A conquista da Mente", como publicado no Brasil), em que ele aborda a natureza do processo pelo qual a mente humana é sujeita à influência de outros.

## Controle da mente
Sargant and Dr Ewen Cameron, foram ambos participantes do Projeto MKULTRA; eram amigos e colegas que compartilhavam seus achados e trocavam informação e ideias nos estudos de técnicas de lavagem cerebral (brainwashing, em inglês) e no que intitularam "deprogramação" (ou de-patterning, em inglês). Ambos tinham ligações extensas tanto com a CIA como com o Serviço Secreto de Inteligência Britânico. Sargant fazia seus experimentos se utilizando dos pacientes no St. Thomas Hospital na Inglaterra, enquanto Cameron executava suas experiências no Memorial Hospital em Montreal, Canadá.
A meta das pesquisas de Cameron, Sargant e da CIA foi também a de desenvolver meios de apagar a memória de pessoas. Os métodos poderiam então ser usados para apagar a memória de um inimigo ou espião ou agente. Também objetivavam desenvolver meios de implantar memórias falsas e "desprogramar" um ser humano, o que poderia ser usado para enviar agentes falsos a outros países ou mandar de volta ao país de origem um espião com memórias falsas implantadas que confundiriam o inimigo. As pesquisas de ambos estão relacionadas a tentativa de criação de memórias falsas, apagamento de memória, criação de métodos de interrogação (tortura). Esses estudos deram origem ao conceito do "Candidato da Manchúria" (The Manchurian Candidate, em inglês) com base na história O Candidato da Manchúria. Para obter resultados, os dois médicos submeteram pacientes a várias experiências cruéis e sem conhecimeto ou autorização destes ou das famílias. Entre os "tratamentos" estavam: a utilização de sucessivas e intensas cargas de choques elétricos combinadas com drogas alucinógenas, narcóticos, antidepressivos, coma induzido por insulina e um tipo de condicionamento que eles chamaram de tape-loops, com o objetivo, segundo eles de induzir uma catastrófica perda de memória para que posteriormente memórias e ideias falsas fossem implantadas através das mensagens em fitas gravadas que eram tocadas initerruptamente através de fones de ouvido colocados nos pacientes com um capacete que impedia sua retirada.
Na conclusão de seu livro afirma que além do propósito de discutir possíveis aspectos fisiológicos de conversões políticas e religiosas há muito já utilizadas por dirigentes de tais instituições, pode-se aprender a tornar o cérebro humano resistente às tensões e pressões, e torná-lo mais capaz de pensar e aprender com a experiência. A dirigir-se de novo quando desorientado para o equilíbrio religioso e ético.

## A possessão da mente
A possessão da mente é o título de um de seus livros, publicado em 1973 ("The Mind Possessed") abordando distintos aspectos possessão de bons ou maus espíritos (divina ou demoníaca) e a cura pela fé. Descreve em 21 capítulos experiências com tribos africanas (Samburu, Luo e Molo no Quênia; Sudão, Zâmbia, Nigéria, Daomé) a cerimônia "Zar" na Etiópia; a Macumba e Candomblé na Bahia e Recife (Brasil); religiões de afrodescendentes de Trinidad, Jamaica e Barbados; o Vodu do Haití; cerimônias Revivals nos Estados Unidos na região chamada "Cinturão Bíblico" traçando paralelos entre estas e as teorias da hipnose, desde sua origem no Mesmerismo, o êxtase tântrico e uso de alucinógenos e uso do álcool destacando sua utilização étnica. Naturalmente o seu referencial neurofisiológico pavloviano, como dito anteriormente, é limitado à interpretações com recursos de sua época, mas livro tem a devida postura de neutralidade científica de quem realiza uma descrição técnica.

## Obras
- Battle for the Mind: The Mechanics of Indoctrination, Brainwashing & Thought Control by William Sargant, Pan Books, 1957
- Battle for the Mind: A Physiology of Conversion and Brainwashing , William Sargant, Malor Books, 1997, ISBN 1-883536-06-5
- Mind Possessed, The: A Physiology of Possession, Mysticism, and Faith Healing, 1975, ISBN 0-14-004034-X
- The Unquiet Mind - an autobiography, William Sargant 1967 Heinemann ISBN 0-434-67150-9
- An Introduction to Somatic Methods of Treatment in Psychiatry, William Sargant e Eliot Slater, Baltimore: Williams and Wilkins, 1946
- An Introduction to Physical Methods of Treatment in Psychiatry, William Sargant e Eliot Slater, Edinburgh: E&S Livingstone, 1944 [1st ed.]
- An Introduction to Physical Methods of Treatment in Psychiatry, William Sargant, Eliot Slater e Desmond Kelly, Edinburgh: Churchill Livingstone, 1972 5th edn ISBN 0-443-00868-X